# Eurosymbolen

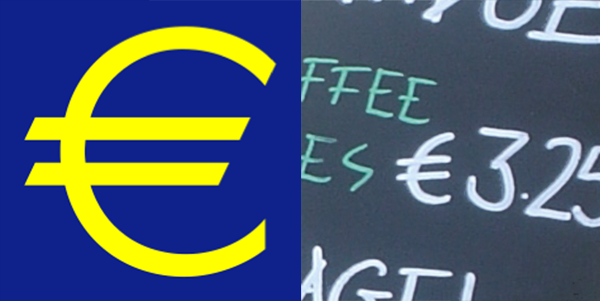
Eurosymbolen

Eurosymbolen (€), eller eurotecknet, är valutasymbolen för euron. Symbolen presenterades för första gången av Europeiska kommissionen den 12 december 1996. Den internationella valutakoden för euron är EUR enligt ISO 4217.
I förhållande till ett belopp placeras eurosymbolen ibland före och ibland efter beloppet beroende på språk och sammanhang. I svenskspråkiga texter ska symbolen normalt placeras efter beloppet, till exempel 1,23 € och inte € 1,23.
Någon officiell symbol för underenheten cent finns inte, även om ¢ förekommer inofficiellt.

## Utformning

Eurosymbolens utformning

Eurosymbolen utformades av Europeiska kommissionen för att likna den tidigare symbolen för den europeiska valutaenheten (₠). Uttagningsprocessen inleddes med 32 olika förslag, av vilka tio gick vidare till en rådgivande undersökning bland allmänheten. I uttagningsprocessen satte kommissionen upp tre olika kriterier för det vinnande förslaget. För det första skulle symbolen vara enkel att känna igen. För det andra skulle den ha en visuell koppling till redan existerande valutasymboler, såsom dollartecknet $ och pundtecknet £. För det tredje skulle den vara estetiskt tilltalande och enkel att skriva för hand. Baserat på allmänhetens synpunkter tog kommissionen fram två förslag bland de ursprungliga förslagen som den tog ställning till.
Vinnarförslaget (€) presenterades den 12 december 1996 och bestod av ett kursivt E med två horisontella streck. Den valda symbolens likheter med den grekiska bokstaven epsilon (ε) är en referens till den europeiska civilisationens vagga och den första bokstaven i Europa. De två horisontella strecken symboliserar valutans avsedda stabilitet.
Kommissionen fastställde de exakta proportionerna och färgerna för eurosymbolen och ville från början att symbolen skulle se likadan ut oavsett typsnitt. Trots detta har grafiska formgivare utvecklat olika varianter för att anpassa symbolen till diverse typsnitt.
Övriga förslag offentliggjordes aldrig eftersom kommissionen ansåg att uttagningsprocessen var en intern process.

## Användning

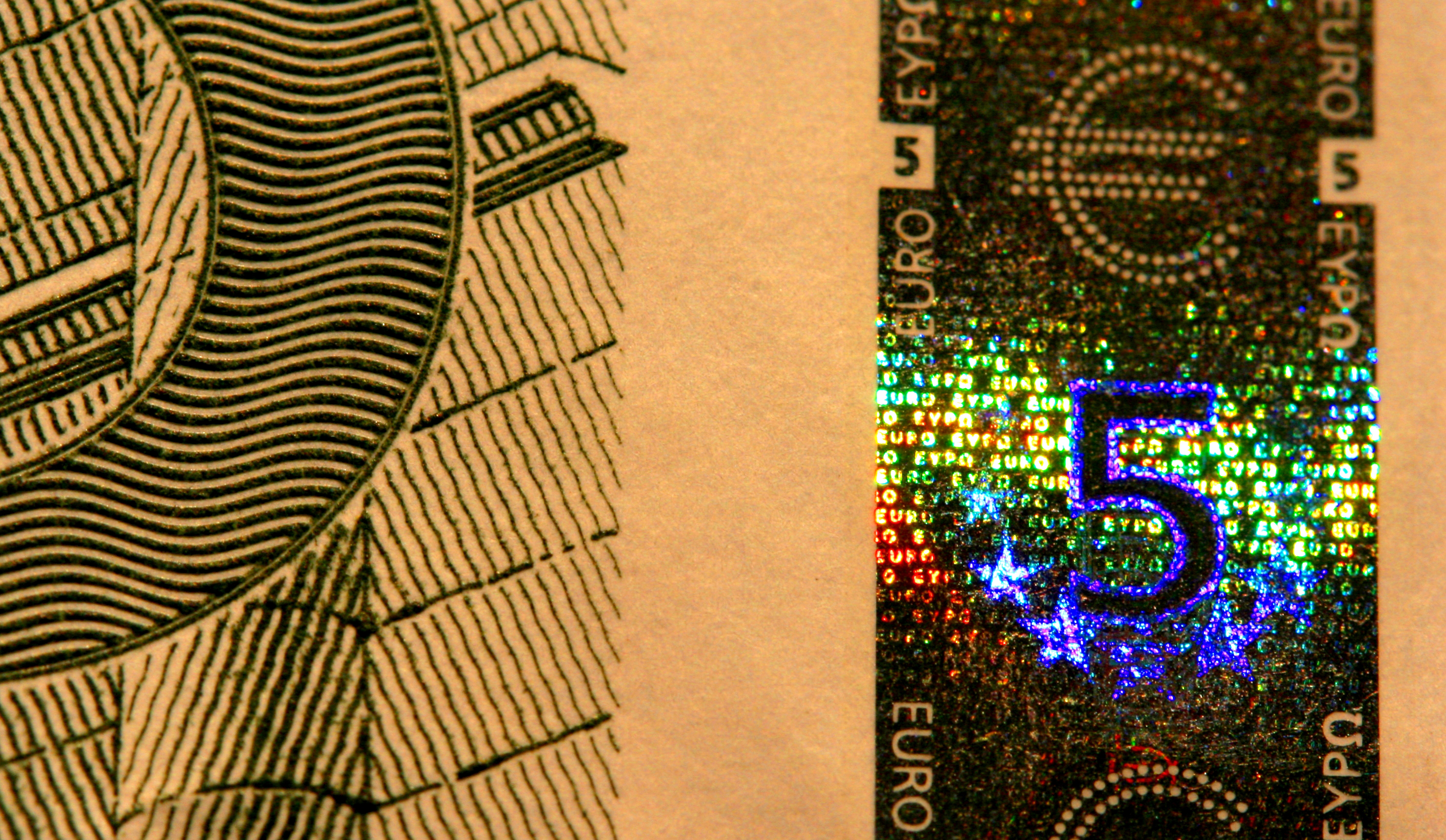
Eurosymbolen på en eurosedel.

Eurosymbolen används framför allt i sammanhang där euro eller EUR inte får plats eller inte passar in av olika skäl. Till exempel används symbolen på prisskyltar där det är begränsat med utrymme. Eurosymbolen förekommer också på eurosedlarna.
Eftersom valutasymboler placeras på olika ställen i förhållande till ett belopp på olika språk har det uppkommit en viss förvirring kring eurosymbolens placering i förhållande till ett belopp i svenskspråkiga texter. Den officiella riktlinjen för svenskspråkiga texter är att eurosymbolen alltid ska placeras efter beloppet, till exempel 1,23 € och inte € 1,23. I vissa delar av euroområdet (Belgien, Irland, Malta och Nederländerna) placeras däremot eurosymbolen före beloppet.
Motsvarande symboler existerar för andra stora valutor, såsom amerikansk dollar ($), japansk yen (¥) och brittiskt pund (£). Vissa av de nationella valutor som euron ersatte hade också sådana symboler, till exempel fransk franc (₣), italiensk lira (₤) och tysk mark (ℳ).